# Hieołah
Hieołah (biał. Геолаг, ros. Геолог; dosł. Geolog) – przystanek kolejowy w pobliżu miejscowości Liski, w rejonie rzeczyckim, w obwodzie homelskim, na Białorusi. Leży na linii Homel - Łuniniec - Żabinka.